# Бакаев, Анатолий Александрович
Бакаев Анатолий Александрович (род. 26 июня 1952 года, г. Астрахань, СССР) — российский политический деятель, председатель Законодательного собрания Ульяновской области V созыва с 14 сентября 2013 года по 9 сентября 2018 года. Генерал-майор МВД. Заслуженный юрист России. Доктор исторических наук, кандидат юридических наук. 

## Биография
До поступления в Калмыцкий государственный университет работал матросом на Волге. Окончив его в 1975 году, поступил на службу в систему МВД на должность инспектора уголовного розыска. Затем стал инструктором в отделе по воспитательной работе. Позже возглавил отделение уголовного розыска МВД Калмыцкой АССР. После окончания в 1986 году первого факультета Академии Управления МВД СССР был назначен оперуполномоченным в ГУ уголовного розыска МВД СССР. Затем получил назначение на пост начальника инспекции по делам несовершеннолетних МВД СССР, а позже и Российской Федерации.
Занимал руководящие должности: заместитель заведующего кафедрой, заведующий кафедрой, декан факультета подготовки научно-педагогических кадров в Академии управления МВД РФ. С 1998 по 1999 год работал первым проректором в  Санкт-Петербургском университете МВД РФ. С 2003 по 2005 год  — замначальника Главного организационно-инспекторского управления МВД России.  С 2005 по 2007 год  — Главный инспектор МВД России. В 2007 году назначен начальником Управления внутренних дел по Ульяновской области. В 2010 году стал генеральным директором московского ООО «Интеллект групп».
18 декабря 2012 года занял пост ректора Ульяновского государственного педагогического университета.
8 сентября 2013 года был избран от «Единой России» депутатом Законодательного собрания Ульяновской области V созыва. 14 сентября 2013 года за его кандидатуру на выборах в председатели областного парламента проголосовало 27 депутатов. За его оппонента, представителя КПРФ Алексея Куринного, свой голос отдало четыре человека.